# Слепец, Степан Павлович
Степа́н Па́влович Слепе́ц (род. 1929) — советский архитектор.

## Биография
Родился 25 февраля 1929 года в селе  Михайловка (ныне Каневский район, Черкасская область, Украина). Окончил в 1954 году КИСИ.
Вышли его лирические размышления «Род наш красный (Почему так грустно ковали кукушки)» — Киев, «Задруга», 2007.
22 ноября 2013 года в Центральной библиотеке имени Т. Г. Шевченко для детей города Киева состоялось мероприятие «Вспомним живых и нерождённых» — организованный в ходе работы совместного с лицеем № 142 клуба «Опыт». На это мероприятие Слепец был приглашён как свидетель событий Голодомора.

## Проекты
- охотничья база Конотопского лесничества Сумской области (1962—1963)
- санаторий «Карпаты» (Чинадиево, Закарпатская область; 1963—1980)
- музыкально-драматический театр (Сумы; 1960—1979)
- музыкально-драматический театр (Ивано-Франковск; 1967—1980; в соавторстве с В. И. Зарецким).
- памятник Н. П. Драгоманову (Киеве; 2003)
- бронзовая композиция «Берегиня» (Заборье, Киево-Святошинский район; 2005; в соавторстве с архитектором А. С. Красноголовцевым), с надписью «Боже, Великий, Единый, нам Украину храни».

## Награды и премии
- Государственная премия УССР имени Т. Г. Шевченко (1981) — за архитектурный проект здания Сумскогой ТДМК имени М. С. Щепкина